# Gabriel Bethlen
Gabriel Bethlen (en húngaro: Bethlen Gábor; Marosillye, 1580-Gyulafehérvár, 15 de noviembre de 1629) fue un noble húngaro. Fue príncipe de Transilvania desde 1613 hasta 1629, y una de las figuras más relevantes en la historia húngara del siglo XVII.

## Biografía

### Inicio de su carrera política
Gabriel Bethlen nació en 1580, hijo de Farkas Bethlen y Fruscina Lázár, y hermano mayor de Esteban Bethlen, quien posteriormente también sería príncipe de Transilvania. El abuelo de Gabriel, también del mismo nombre, luchó en la batalla de Mohács en 1526 junto a las fuerzas del rey Luis II de Hungría, sobreviviendo el combate. Tras la muerte del monarca húngaro, este Gabriel Bethlen apoyó al nuevo rey Juan I de Hungría frente al emperador Fernando I de Habsburgo, que también reclamaba el trono. Farkas Bethlen, padre del príncipe de Transilvania e hijo del combatiente de Mohács, sirvió a Juan Segismundo de Zápolya, hijo del fallecido rey Juan I de Hungría, y pronto fue nombrado capitán general de los ejércitos transilvanos para defender las fronteras húngaras de los turcos. Su hijo Gabriel se crio en la corte del príncipe transilvano Segismundo Báthory, y apenas a los 15 años de edad luchó en una campaña militar en Valaquia contra los turcos. Posteriormente combatió asimismo en el ejército de Segismundo Báthory contra las huestes de Miguel el Valiente. Bajo la caótica ocupación de Giorgio Basta, se unió al partido de Moisés Székely.
Entró en contacto con Esteban Bocskai, y en 1604 obtuvo para este la aprobación otomana para que ascendiese al trono del Principado. En mayo de 1605 tomó por esposa a la condesa Susana Károlyi, y a partir de 1607 se convirtió en consejero de Gabriel Báthory. Posteriormente, cuando Báthory se acercó a los Habsburgo, Bethlen, decepcionado, se retiró a suelo turco en 1611, y el 23 de octubre de 1613, la asamblea de Kolozsvár lo nombró príncipe transilvano con la aprobación del sultán.

### Príncipe de Transilvania

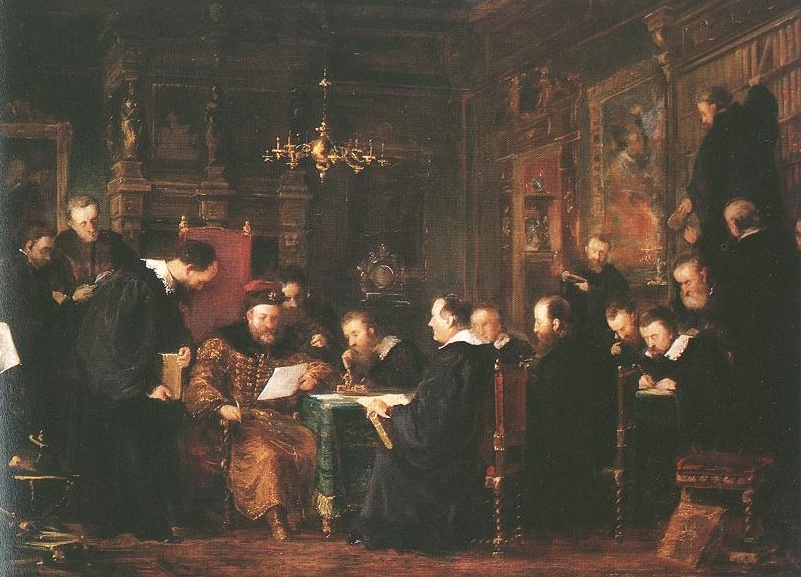
Gabriel Bethlen reunido con científicos y sabios.

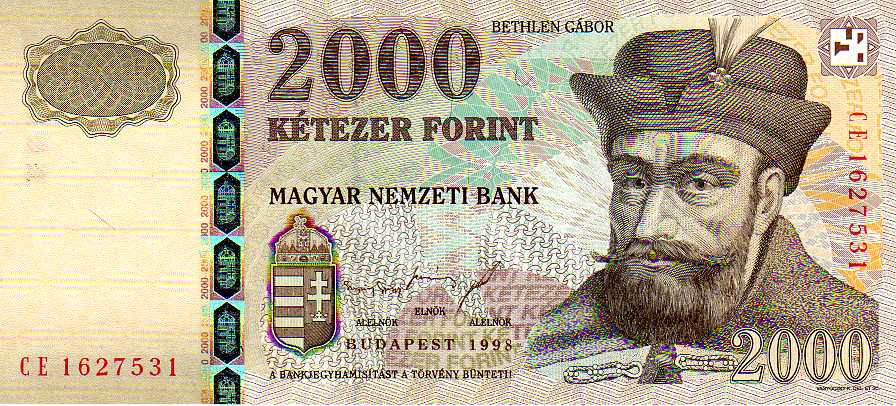
Gabriel Bethlen en papel moneda de 2000 HUF (florines húngaros).

Gabriel Bethlen aseguró la independencia del Principado firmando un tratado con el emperador germánico y rey húngaro Matías de Habsburgo, pero, por el contrario, se vio obligado a entregar a los otomanos la ciudad de Lippa en 1616. Bethlen creó un Estado mercantilista y próspero, estableciendo contactos internacionales y convirtió a Kolozsvár en la capital cultural y política de la región europea en su época. Igualmente fundó varias escuelas protestantes en 1622 y un ejército basado en mercenarios y sículos libres.
Gabriel Bethlen tenía por misión reunificar el reino húngaro. Así, la guerra de los Treinta Años resultó la oportunidad adecuada para llevar a cabo una campaña militar contra los Habsburgo. En 1619, en alianza con los protestantes checos avanzó y ocupó las regiones húngaras bajo dominio de los Habsburgo, llegando hasta Viena. Los ejércitos de Jorge Homonnai arribaron desde Polonia, obligando a Gabriel Bethlen a retirarse hacia Hungría, donde la asamblea de Besztercebánya lo nombró rey húngaro el 25 de agosto de 1620. Sin embargo, tras la derrota de los checos protestantes tuvo que negociar la paz con el emperador, y el 6 de enero de 1622, Gabriel Bethlen renunció al título de rey húngaro, pero obtuvo uno como príncipe del Sacro Imperio Romano Germánico (Ducado de Opole y Racibórz) y siete provincias húngaras del norte (Nyíregyháza, Carei, Vynohradiv, Beregovo, Miskolc, Tokaj y Mukácheve).
Su segunda campaña contra los Habsburgo fue en 1624, donde no obtuvo resultados favorables, y el 8 de mayo de 1624 renunció en la paz de Viena al territorio de Silesia. Luego de esto intentó acercarse nuevamente a la corte de Viena, ofreciéndole al emperador Fernando II de Habsburgo un tratado de alianza contra los turcos si este lo investía con el título de rey húngaro y le entregaba como esposa a la joven Cecilia Renata de Habsburgo. Sin embargo, su proposición fue rechazada.
Pronto intentó fundar una gran coalición contra los Habsburgo en la Europa del Este y Oeste, con basamento protestante. De esta forma, el 1 de marzo de 1626 tomó por esposa a Catalina de Brandeburgo, hija del elector Juan Segismundo I de Brandeburgo, quien era una figura protestante de gran importancia en su tiempo. En ese mismo año realizó una nueva campaña contra Fernando II, la cual resultó en una derrota y lo obligó a firmar la paz de Bratislava. 
Gabriel Bethlen murió el 15 de noviembre de 1629. Tras su muerte, su esposa Catalina de Brandeburgo ocupó el trono de Transilvania por varios meses tras haber sido elegida por la asamblea de Gyulafehérvár.
| Predecesor: Gabriel Báthory | Príncipe de Transilvania 23 de octubre de 1613-15 de noviembre de 1629 | Sucesor: Catalina de Brandeburgo |